# 川端町 (臺中市)
川端町為台灣日治時期臺中州臺中市的町；其最初在1916年公告為通稱町名，在1926年4月1日的町名改正公告中才正式設立，原臺中市大字的臺中改為31個町。

## 町內設施

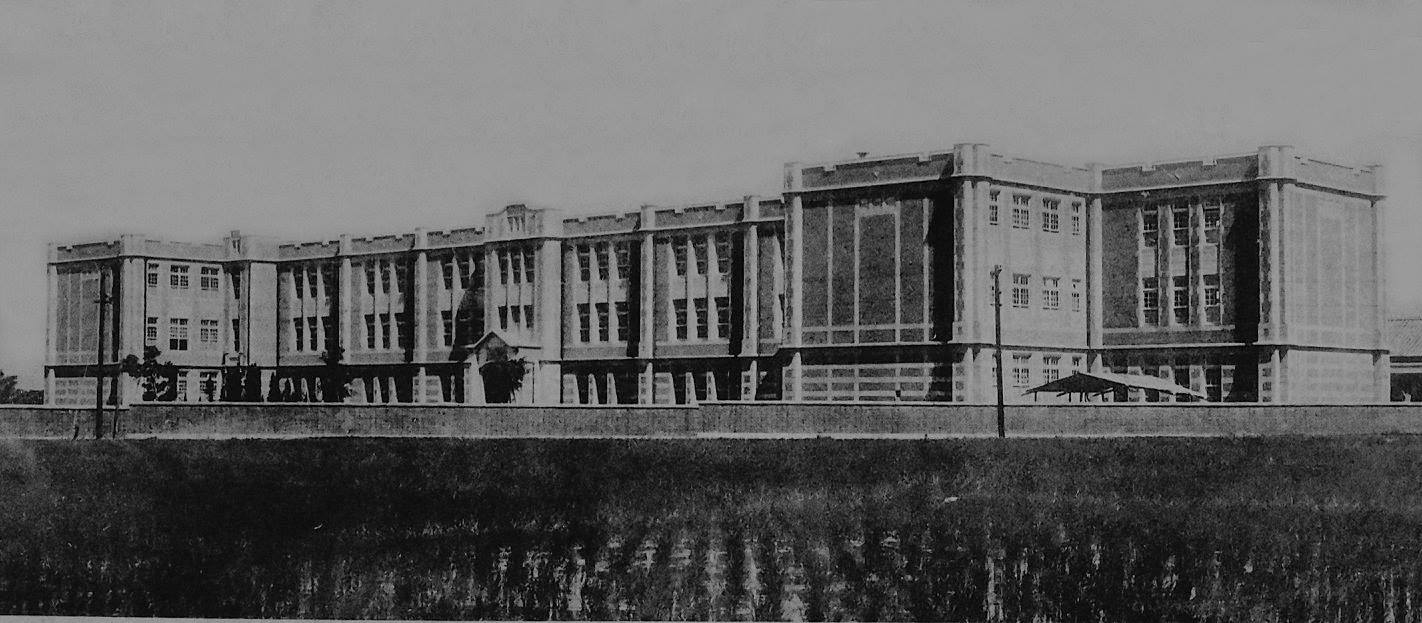
台中師範學校

- 台中師範學校（今國立臺中教育大學）
- 川端町市營住宅
- 日本航空輸送株式會社台中出張所